# Liste des cathédrales du Maranhão
Cet article recense les cathédrales du Maranhão au Brésil.

## Généralités
Du point de vue de l'Église catholique, l'État du Maranhão est administré par un archidiocèse et onze diocèses : on y compte douze cathédrales.

## Liste
| Édifice                                   | Ville      | Juridiction             | Notes                                                               | Coordonnées                       | Illus. |
| ----------------------------------------- | ---------- | ----------------------- | ------------------------------------------------------------------- | --------------------------------- | ------ |
| Sainte-Thérèse (id)                       | Bacabal    | Bacabal (pt)            |                                                                     | 4° 13′ 41″ sud, 44° 46′ 31″ ouest |        |
| Sacré-Cœur                                | Balsas     | Balsas (pt)             |                                                                     | 7° 31′ 48″ sud, 46° 02′ 14″ ouest |        |
| Notre-Dame-de-l'Immaculée-Conception (id) | Brejo      | Brejo (pt)              |                                                                     | 3° 41′ 01″ sud, 42° 45′ 05″ ouest |        |
| Saint-Pierre-d'Alcántara (id)             | Carolina   | Carolina (pt)           |                                                                     | 7° 19′ 51″ sud, 47° 28′ 30″ ouest |        |
| Notre-Dame-des-Remèdes                    | Caxias     | Caxias do Maranhão (pt) |                                                                     | 4° 51′ 54″ sud, 43° 21′ 32″ ouest |        |
| Notre-Dame-de-Piété (id)                  | Coroatá    | Coroatá (pt)            |                                                                     | 4° 07′ 36″ sud, 44° 07′ 48″ ouest |        |
| Notre-Seigneur-de-Bonne-Fin (id)          | Grajaú     | Grajaú (pt)             |                                                                     | 5° 49′ 04″ sud, 46° 08′ 25″ ouest |        |
| Notre-Dame-de-Fátima (id)                 | Imperatriz | Imperatriz (pt)         |                                                                     | 5° 31′ 55″ sud, 47° 29′ 09″ ouest |        |
| Saint-Ignace-de-Loyola (id)               | Pinheiro   | Pinheiro (pt)           |                                                                     | 2° 30′ 58″ sud, 45° 04′ 27″ ouest |        |
| Notre-Dame-de-Vitória (pt)                | São Luís   | São Luís do Maranhão    | Inscrite au patrimoine mondial (centre historique de São Luís (pt)) | 2° 31′ 41″ sud, 44° 18′ 17″ ouest |        |
| Notre-Dame-de-l'Immaculée-Conception (id) | Viana      | Viana (pt)              |                                                                     | 3° 13′ 12″ sud, 45° 00′ 01″ ouest |        |
| Saint-Antoine (id)                        | Zé Doca    | Zé Doca (pt)            |                                                                     | 3° 16′ 33″ sud, 45° 39′ 13″ ouest |        |